# Rochelle Walensky
Rochelle Paula Walensky, geboren als Rochelle Paula Bersoff (Peabody (Massachusetts), 5 april 1969), is een Amerikaanse arts en wetenschappelijk onderzoeker en sinds 20 januari 2021 directeur van het Centers for Disease Control and Prevention CDC, in welke functie zij R Redfield is opgevolgd. 
Voorafgaand aan haar benoeming was zij hoofd van de afdeling infectious diseases van het Massachusetts General Hospital en hoogleraar geneeskunde aan de Harvard Medical School. Walensky is een expert aangaande de infectieziekten aids en hiv.

## Afkomst en opleiding
Walensky werd geboren in Peabody, in Massachusetts geboren. Ze haalde in 1991 haar bachelor in de biochemie en moleculaire biologie aan de Washington-universiteit in Saint Louis en in 1995 haar master aan de Johns Hopkins-universiteit, aan de Johns Hopkins School of Medicine. Ze studeerde van 1995 tot 1998 interne geneeskunde in het Johns Hopkins Hospital en werd daarna fellow in het programma voor infectieziekten van het Massachusetts General Hospital/Brigham and Women's Hospital. Ze haalde in 2001 weer een master, in 'klinische effectiviteit' aan de Harvard T.H. Chan School of Public Health.
Walensky was sinds 2001 verbonden aan de Harvard Medical School, eerst als docent, daarna als hoogleraar. Ze was van 2014 tot 2015 voorzitter van de afdeling voor aids-onderzoek van de National Institutes of Health en is sinds 2011 lid van het Department of Health and Human Services Panel voor 'Antiretrovirale richtlijnen voor Volwassenen en Adolescenten'.
Walensky fungeert als lid van de bestuursraad van het Mass General Brigham medisch centrum in Boston. Zij was sinds 2011 co-arts aan het Medical Practice Evaluation Center van het Massachusetts General Hospital.

## COVID-19
Walensky en haar medewerkers schreven in een memorandum, gepubliceerd in Health Affairs van november 2020, lieten en haar coauteurs zien dat de effectiviteit van een vaccin tegen COVID-19 sterk wordt beïnvloed door:
- De snelheid waarmee het vaccin wordt geproduceerd en kan worden gezet. Het is voor sommige vaccins nodig twee keer een dosis toe te dienen en sommige van de vaccins moeten in een koude omgeving worden bewaard.
- De bereidheid van mensen om te worden gevaccineerd.
- Het streng blijven nakomen van de regels om de pandemie terug te dringen nadat het vaccin is ingeënt.

## Directeur CDC
Het transitieteam van toenmalig president-elect Joe Biden kondigde op 7 december 2020 de voorgenomen benoeming van Walensky aan tot directrice van het CDC. De keuze werd in brede kringen van artsen en publieke gezondheidsexperts toegejuicht. Omdat voor de post van directeur van de CDC niet de bevestiging van de Senaat is vereist, kon Walensky haar ambtstermijn bij het CDC op 20 januari 2021 beginnen.

## Privé
Walensky is met Loren Walensky getrouwd, die ook arts en wetenschapper is. Ze hebben drie zoons, zijn van joodse achtergrond en leden van de Temple Emanuel in Newton, in Massachusetts.